# Ried in der Riedmark
Ried in der Riedmark – gmina targowa w Austrii, w kraju związkowych Górna Austria, w powiecie Perg. Liczy 4096 mieszkańców (1 stycznia 2015).